# アメリカン・エレクトリック・パワー
アメリカン・エレクトリック・パワー（英: American Electric Power Company, Inc.、通称AEP）は、電力会社を傘下に保有するアメリカ合衆国の持株会社。オハイオ州・コロンバスに本拠を置き、11の州で事業を展開している。NASDAQ上場企業（NASDAQ: AEP）。

## 沿革
電力事業が新興産業として発達し始めた19世紀末、シアトルなどアメリカ北西部で事業を拡大していたシドニー・Z・ミッチェルは、1905年にゼネラル・エレクトリック社長のチャールズ・A・コフィンの招きで、地方公共事業の持株会社を採算に乗せるための売却先を探していたリチャード・ブリードとハリソン・ウィリアムズ兄弟にニューヨークで面会、3人は1906年12月にAmerican Gas and Electric Company（AG&E）をニューヨーク（その後のワールドトレードセンター）で設立した。ブリードは1910年にAG&Eの社長となり、またウィリアムズはクリーブランドからサンフランシスコに至る地域に多数の電力会社を保有し、電化製品の普及に伴いAG&Eの業績が伸び、世界恐慌発生前には莫大な資産を築いていたが、1935年に持株会社の資産を州ごとに限定する公益事業持株会社法（Public Utility Holding Company Act）が可決されると、AG&Eは発電所を始めとする多くの保有資産を手放し、その後ネクステラ・エナジーやエクセロンなど多くの会社がAG&Eの資産を継承した。
第二次世界大戦中から発電所および大規模な送電網の建設を継続する中、1958年に現在の社名に改称した。1968年からミシガン州でAEP最初の原子力発電所の建設を開始、1980年に実施したColumbus and Southern Ohio Electric Companyの買収を受け、1983年にかけて本社のニューヨークからコロンバスへの移転を行った。2000年6月、テキサス州に拠点を置くCentral and South West Corporationの買収を完了し、AEPの事業は南部に拡大した。2020年10月、株式上場先をニューヨーク証券取引所からNASDAQに移した。

## 現在
現在、AEPは大きく13の地域電力会社を傘下に持ち、売上の約4分の1の割合を占めるオハイオ州をはじめ、テキサス州、ケンタッキー州、バージニア州、インディアナ州などが売上の基盤となっている。主要な電力会社は以下となっている。
- AEP Ohio（オハイオ州）
- AEP Texas（テキサス州）
- Kentucky Power（ケンタッキー州）
- Appalachian Power（バージニア州、ウェストバージニア州、テネシー州）
- Indiana Michigan Power（インディアナ州、ミシガン州）
- Public Service Company of Oklahoma（オクラホマ州）
- Southwestern Electric Power Company（テキサス州、ルイジアナ州、アーカンソー州）

AEPの電源割合としては、石炭による火力発電が約45％にのぼり、LNGと併せて火力発電が7割以上を占め、水力や再生可能エネルギーによる発電は16％、原子力発電は7％となっている。石炭火力の発電の割合の多さへの批判に対しては、再生可能エネルギーへの投資を行うことで応え、将来的には、石炭による火力発電を減らす一方、水力や再生可能エネルギーによる発電を4割近くに増やすことを目標としている。